# Троїцько-Сафонове
Троїцько-Са́фонове (в минулому — Троїцьке, Сафонова) — село в Україні, у Казанківській селищній громаді Баштанського району Миколаївської області. Населення становить 1335 осіб.

## Географія
На західній околиці села річка Балка Чабанка впадає у річку Висунь.

## Історія
Село засновано 1820 року на землях ліквідованого Бузького козацького війська. Належало роду Сафонових.
Станом на 1886 рік у селі Троїцьке Миколаївської другої волості Херсонського повіту Херсонської губернії мешала 1151 особа, налічувалось 143 двори, існували православна церква, камера мирового судді, лавка. Граф Володимир Стенбок-Фермор, що проживав у селі в другій половині XIX століття, вкладав значні кошти у розвиток села; у цей період у селі з'явилися двокласна школа, поштово-телеграфний відділ, лікарський та ветеринарний пункти, кредитне товариство, ярмарки тощо.
13 квітня 2015 року у селі невідомі патріоти завалили пам'ятник Леніну.[джерело?]

## Населення

### Мова
Розподіл населення за рідною мовою за даними перепису 2001 року:
| Мова       | Відсоток |
| ---------- | -------- |
| російська  | 74,46 %  |
| українська | 23,45 %  |
| румунська  | 1,20 %   |
| вірменська | 0,82 %   |
| білоруська | 0,07 %   |